# Hospital Universitário Américo Boavida
O Hospital Universitário Américo Boavida (HUAB), também chamado de Hospital Universitário de Luanda, é um hospital universitário localizado na cidade de Rangel, em Angola.
O HUAB é o principal complexo médico-hospitalar da Faculdade de Medicina da Universidade Agostinho Neto (UAN), constituindo-se como um vital campus-pólo para fins de ensino, pesquisa e extensão, sendo considerado o mais importante hospital universitário do país.
Seu nome é em homenagem ao médico e líder anticolonial Américo Alberto de Barros e Assis Boavida, considerado um dos heróis do processo de independência angolano.

## Histórico
O HUAB foi fundado em 1958 como "Hospital de São Paulo", inicialmente indicado para tratamento de casos de acidentes de trabalho.
Entre 1968 e 1969 passa por uma grande reforma para funcionar basicamente como "hospital docente" dos Estudos Gerais Universitários de Angola.
Após a independência nacional, em 1975, as porções do hospital docente que ainda estavam inseridas no Hospital Josina Machel foram finalmente transferidas e fundidas com o Hospital São Paulo, recebendo o nome "Hospital Universitário Américo Boavida".

## Novo hospital
O governo angolano estuda construir o "Hospital Universitário de Talatona", na Cidade Universitária da Universidade Agostinho Neto. Não há clareza se o HUAB permanecerá como hospital universitário, ou voltará a ser um hospital comum.